# كايل ويمس
كايل ويمس (بالإنجليزية: Kyle Weems)‏ مواليد 23 أغسطس 1989 في توبيكا، هو لاعب كرة سلة أمريكي. بدأ مسيرته الاحترافية في سنة 2012. يلعب مع بشكطاش. يحمل الرقم 34. يبلغ طوله 6 قدم 6 بوصة (2.0 م).

## المسيرة الاحترافية
لعب مع تليكوم باسكتس بون في الدوري الألماني في موسم 2012–2013، ثم لعب مع ميدي بايرويت في موسم 2013–2014، ثم لعب مع جاي إس إف نانتير في الدوري الفرنسي في موسم 2014–2015، ثم لعب مع ستراسبورغ أي جي في موسم 2015–2016، ثم لعب مع بشكتاش لكرة السلة في الدوري التركي في سنة 2016.

## روابط خارجية
- كايل ويمس على موقع الدوري الأوروبي لكرة السلة (الإنجليزية)
- كايل ويمس على موقع كرة السلة الأوروبية.كوم (الإنجليزية)
- كايل ويمس على موقع كلية كرة السلة في سبورتس رفرنس.كوم (الإنجليزية)
- كايل ويمس على موقع ريلجم (الإنجليزية)
- كايل ويمس على موقع بروبوليرز (الإنجليزية)
- كايل ويمس على موقع سبورتس رفرنس (الإنجليزية)